# Indian Arrival Day

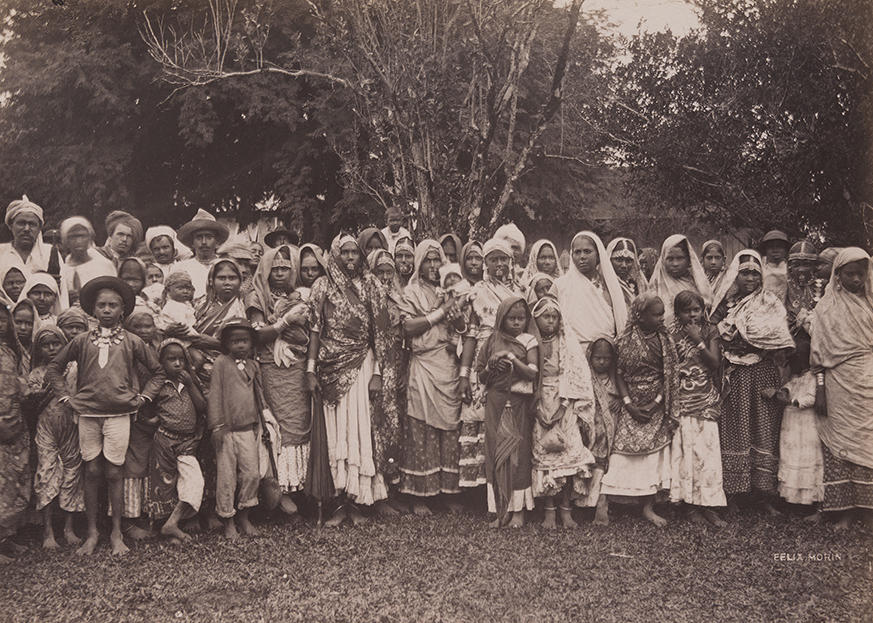
Gruppe von Indern

Indian Arrival Day ist ein Feiertag, der in den verschiedenen Staaten der Karibik, aber auch in Fidschi und Mauritius begangen wird. An jeweils eigenen Terminen wird an die Ankunft von Vertragsknechten (Indentur) aus dem Indischen Subkontinent in den jeweiligen Ländern erinnert. Die europäischen Kolonialbehörden und deren Agenten brachten sie als Arbeitskräfte nach dem System der „indentured labour“ in die Kolonien.
Seit der ersten Einführung in Trinidad und Tobago entwickelten sich vergleichbare Veranstaltungen in Fidschi, Grenada, Guyana, Jamaika, Mauritius, Saint Lucia, Saint Vincent und den Grenadinen, Suriname, dem Vereinigten Königreich, den Vereinigten Staaten, Neuseeland und Australien. 

## Regional

### Fidschi
Nach einer öffentlichen Diskussion wurde ein Beschluss gefasst, dass jedes Jahr am 14. Mai der „Girmit Remembrance Day“ gefeiert werden soll. An diesem Tag landete 1879 die Leonidas (das erste Schiff für ’Indentured Indians’) in Fidschi. Landesweit werden jedes Jahr Gedenkveranstaltungen für die Girmityas und die indische Kultur abgehalten.

### Grenada
Ein erstes Mal wurde der 100. Jahrestag der ersten Ankunft der Inder in Grenada 1957 begangen. Die nächste Gedenkfeier fand erst 2009 statt, mehr als fünf Jahrzehnte später. Am 29. April 2009 erklärte die Regierung von Grenada, dass zukünftig der 1. Mai offiziell als „Indian Arrival Day“ begangen werde, und, dass er jährlich zusammen mit dem schon eingeführten Labour Day (Tag der Arbeit) gefeiert werden solle. Das Datum war somit schon ein öffentlicher Feiertag in Grenada. Die Regierung ordnete auch an, dass die Boucherie Road, die Straße, welche an die Landestelle der Maidstone führt, offiziell in Maidstone Road umbenannt werden solle, um die Ankunft der ersten Inder in Grenada zu würdigen. Die Umbenennung wurde offiziell in einer Feier am 2. Mai 2009 um 10:30 a.m. an der La Fortune Junction, St. Patrick zelebriert. Der Generalgouverneur Sir Carlyle Glean enthüllte eine Granit-Plakette, welche an die Ankunft der ersten Inder in Grenada erinnert. Die Plakette trägt die Inschrift: „Am 1. Mai 1857 ankerte in dieser Bucht das Segelschiff “Maidstone” und landete 287 Passagiere an, welche Indien drei Monate zuvor verlassen hatte, mit 304 Passagieren. Zwischen den Jahren 1857 und 1890 ankerten weitere Schiffe in dieser und in anderen Buchten und brachten insgesamt 3.200 Personen von Indien als landwirtschaftliche Indentur-Arbeiter nach Grenada. Dieses Monument ist denen gewidmet, welche der Ursprung der Indo-Grenadischen Bevölkerung unserer Nation wurden.“ („On 1st May 1857, in this bay the sailing vessel “Maidstone” anchored and landed 287 passengers having left India three months earlier, with 304 passengers. Between the years 1857 and 1890 other ships anchored in this and other bays bringing a total of 3,200 persons from India to work as agricultural indentured labourers in Grenada. This monument is dedicated to those who became the genesis of the Indo-Grenadian population of our nation“).

### Guyana
In Guyana wird der Feiertag im Mai begangen ebenfalls zur Erinnerung an die Indentured Labourers aus Indien die ab dem 5. Mai 1838 ins Land kamen. Ihre Nachkommen stellen heute 44 % der Bevölkerung von Guyana mit mehr als 750.000 Menschen.

### Jamaika
1995 erklärte die Regierung von Jamaika den 10. Mai zum Indian Heritage Day in Anerkennung der Beiträge der Menschen von indischer Herkunft für die soziale und wirtschaftliche Entwicklung des Landes. Die Ankunft der Inder vor mehr als 170 Jahren wurde in Briefmarken gewürdigt.

### Mauritius
In Mauritius wird der Tag am 2. November gefeiert, um der Ankunft der indischen Arbeiter zu gedenken. 65,8 % der Gesamtpopulation von Mauritius hat indische Herkunft und das Land ist damit das einzige afrikanische Land mit einer hinduistischen Bevölkerungsmehrheit.

### Saint Lucia
Die Indian Diaspora of St. Lucia, eine Vereinigung, welche das Indo-Saint Lucian-Erbe pflegt, organisierte die ersten Indian Arrival Day Celebrations in Saint Lucia am 6. Mai 2013. Die Vereinigung arbeitet daran, die Regierung von St. Lucia zur offiziellen Ausrufung des 6. Mai als Indian Arrival Day zu bewegen.

### Saint Vincent und die Grenadinen
Das House of Assembly von Saint Vincent und den Grenadinen verabschiedete am 26. März 2007 ein Gesetz, welches den 1. Juni als Indian Arrival Day festlegte. Die erste offizielle Gedenkveranstaltung wurde am 1. Juni des Jahres veranstaltet. Der Tag wird jährlich durch ein Reenactment der Anlandung der Inder an der Indian Bay, Kingstown, begangen, gefolgt von einer Prozession zum Heritage Square. Verschiedene indische Kultur-Events werden ebenfalls veranstaltet, um den Anlass zu feiern. Die erste International Indian Diaspora Conference wurde am 1. bis 3. Juni 2012 veranstaltet. Die Konferenz wurde von der Ortsgruppe der Global Organization of People of Indian Origin International (GOPIO-SVG) in Zusammenarbeit mit der SVG Indian Heritage Foundation und unter der Schirmherrschaft des Ministeriums für Tourismus und Kultur von St. Vincent und den Grenadinen organisiert. Diese Konferenz war die erste internationale Konferenz für die indische Diaspora im Land, vergleichbar mit ähnlichen Konferenzen, die seit 1975 in anderen karibischen Ländern veranstaltet worden waren.
Die Regierung bestimmte den 7. Oktober zum offiziellen Indian Heritage Day.

### Suriname
In Suriname wird der Indian Arrival Day am 5. Juni begangen.

### Trinidad and Tobago
In Trinidad und Tobago wird der Indian Arrival Day am 30. Mai gefeiert, nach dem Datum, an welchem das erste Schiff mit Indentur-Arbeitern, die Fatel Razack, anlandete. Trinidad und Tobago war das erste Land, in dem dieser Feiertag eingeführt wurde.

## Geschichte
Der Indian Arrival Day wurde erstmals anlässlich des hundertsten Jahrestages der Ankunft von Indern in San Fernando, Trinidad und Tobago gefeiert. Die Feier fand am 30. Mai 1945 im Skinner Park als „East Indian Centenary“ statt. Es wurde an die Inder erinnert, die auf dem Schiff Fatel Razack als Einwanderer nach Trinidad und Tobago gekommen waren, als „Kulis“. Der amtierende Gouverneur nahm als Vertreter des Vereinigten Königreichs Teil und wies auf die Bedeutung der Feier hin. Weitere lokale Würdenträger, die zur Festversammlung sprachen, waren Timothy Roodal, George F. Fitzpatrick, Adrian Cola Rienzi und Murli J. Kirpalani. Grüße wurden auch von Mahatma Gandhi, Lord Wavell und Colonel Oliver Stanley, dem damaligen Secretary of State for the Colonies, verlesen.
Nach dem großen Aufwand zum 100-jährigen Jubiläum von 1945 verlor die Feier zum Jahrestag des 30. Mai jedoch allmählich an Glanz. In den frühen siebziger Jahren veranstaltete nur noch die Gruppe der Hindu Divine Life Society aus Chaguanas eine jährliche Prozession und Zeremonie unter dem Namen Indian Emigration Day.
Der indische Auswanderungstag, wie er damals genannt wurde, wurde nach 1945 von verschiedenen Organisationen mit begrenztem Erfolg begangen. Bis 1973 wurde die letzte von der Divine Life Society organisiert, die kleine jährliche Prozessionen in Chaguanas zum indischen Auswanderungstag organisiert hatte. In den späten siebziger Jahren endete auch diese letzte Erinnerungsarbeit.
1976 wurde die Indian Revival and Reform Association (IRRA) gegründet. Sie entstand aus der Sorge um Rassismus gegenüber Indern und bemühte sich um die Entwicklung von Ideen, für ein indisches Revival und erneuerten Stolz auf das indische Erbe und die indische Kultur. 1977 wurde von der IRRA ein Komitee gegründet, um die Erinnerung an die Ankunft der Inder nach Trinidad am 30. Mai 1845 wiederzubeleben. Das ursprüngliche Komitee bestand aus Anand Rameshwar Singh, Khalique Khan, Ramdath Jagessar, Rajiv Sieunarine, Azamudeen „Danny“ Jang, Michael Sankar und Rajesh Harricharan. Im folgenden Jahr nahmen Rajnie Ramlakhan, Anand Maharaj und Ashok Gobin an den Veranstaltungen der Gruppe teil.
Der erste Schritt wurde Anfang 1978 unternommen, als eine einseitige Broschüre mit dem Titel „Indian Emigration Day, 30. Mai 1978“ herausgegeben und verteilt wurde. Die Namen der Pioniere auf der Fatel Razack wurden aufgelistet, und es gab eine kurze Beschreibung der Errungenschaften der Inder in Trinidad seit 1845. Der Trinidad Express brachte eine Pressemitteilung, und der Trinidad Guardian druckte einen Artikel von Kusha Haracksingh über die Reise des Fatel Razack. Mastana Bahar widmete dem Tag der indischen Auswanderung eine Show. Die San Fernando Secondary School organisierte eine Feier.
Ein bedeutender Wendepunkt war 1979, als die Gruppe expandierte, und sich dem Sanatan Dharma Maha Sabha (Hindi सनातन धर्म महा सभा) annäherte. Der Generalsekretär der SDMS, Satnarayan Maharaj, war für die Idee aufgeschlossen und erklärte sich bereit, am 27. Mai 1979 eine große Feier am Lakshmi Girls College zu organisieren. IRRA und SDMS einigten sich in Gesprächen darauf, dass Inder nicht mehr als Auswanderer nach Trinidad und Tobago bezeichnet würden, sondern als Bürger, deren Vorfahren vor 134 Jahren angekommen waren. Aus dieser Diskussion heraus wurde der Name in Indian Arrival Day geändert.
Die Feier im Jahr 1979 war ein großer Erfolg. Anwesend waren auch einige der Einwanderer, die noch in Britisch-Indien geboren worden waren. Die Minister Sham und Kamal Mohammed waren ebenso anwesend wie der indische Hochkommissar und der Moderator der presbyterianischen Kirche, Idris Hamid. Über die Veranstaltung wurde von den lokalen Medien umfassend berichtet.
In den folgenden Jahren wandten sich der Hindu Seva Sangh und andere kleinere Gruppen an die IRRA, um Anleitung für die Entwicklung in verschiedenen Gemeinden in ganz Trinidad und Tobago zu erhalten. Bis 1980 fanden Feierlichkeiten zum Ankunftstag der Inder in Spring Village, Cedros, Couva, Penal, San Juan, Chaguanas und vielen anderen Orten statt. Das National Joint Action Committee, die Katholische Kirche, weitere Kirchen, Bibliotheken, Masjids, Mandirs und Schulen schlossen sich an. Die hinduistische Gemeinschaft übernahm die Führung bei der Durchführung der Feierlichkeiten.
1991 stellten die Abgeordneten Trevor Sudama und Raymond Pallackdarrysingh erstmals dem Repräsentantenhaus ein Konzept vor, den Indian Arrival Day zu einem nationalen Feiertag zu erklären. Dieser Vorschlag blieb unbeachtet, bis Premierminister Patrick Manning 1995 den 150. Jahrestag zu einem gesetzlichen Feiertag erklärte. Die folgenden Feierlichkeiten sollten als Arrival Day gefeiert werden. Die Feierlichkeiten von 1995 übertrafen die Feierlichkeiten von 1945.
1996 erklärte Premierminister Basdeo Panday den 30. Mai zum Indian Arrival Day. Es gibt jedoch eine Lobby, welche die Bezeichnung „indisch“ aus der Benennung heraushalten möchte. In den 1990er Jahren weitete die Sanatan Dharma Maha Sabha die Feierlichkeiten zum Indian Arrival Day aus machte den Mai zum „Monat des indischen Erbes“ (Indian Heritage Month) mit dem Höhepunkt am 30. Mai.